# Bob Blume

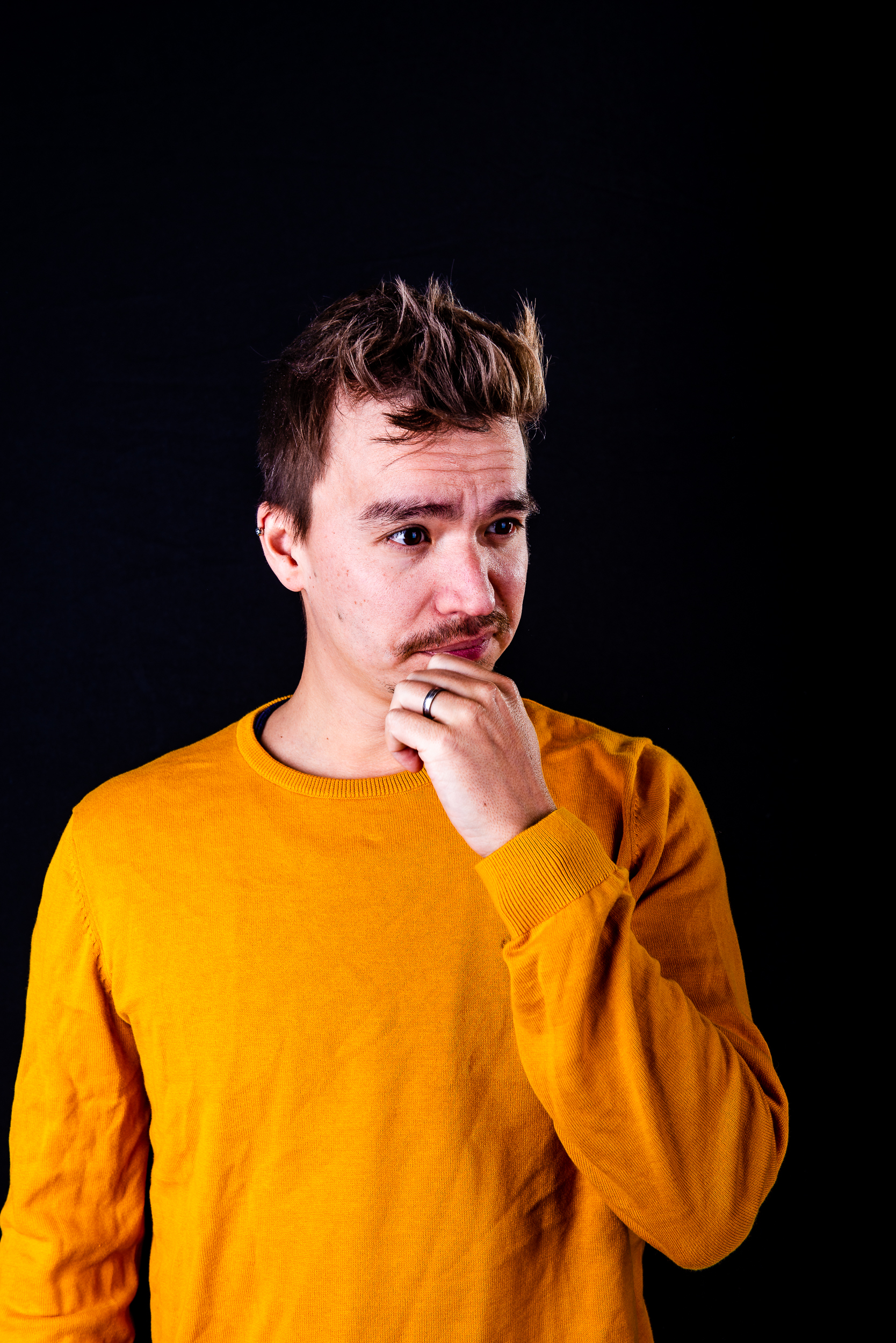
Bob Blume, 2019

Bob Blume (* 3. Oktober 1982 in Herdecke) ist ein deutscher Lehrer, Sachbuchautor, Blogger, Webvideoproduzent, Podcaster und Bildungsinfluencer. Er befasst sich mit Themen der Bildung, speziell der digitalen Bildung, dem Referendariat und der Unterrichtsgestaltung.

## Leben
Bob Blume wuchs in Hagen und Bochum auf und besuchte die Rudolf-Steiner-Schule Hagen. In seiner Schulzeit absolvierte er ein Auslandsjahr in den USA. Blume studierte Germanistik, Anglistik und Geschichte an der Albert-Ludwigs-Universität Freiburg. Er arbeitet als Oberstudienrat am Windeck-Gymnasium Bühl.
Blume hat Bücher zur digitalen Bildung dem Referendariat und zur Unterrichtsgestaltung geschrieben und führt einen Blog. Seit der Corona-Krise wurde Blume zu Möglichkeiten des digitalen Fernunterrichts und Fragen zum deutschen Bildungssystem befragt.
Er schreibt eine Kolumne für das Nachrichtenportal t-online, das deutsche Schulportal und die Fernuniversität Hagen, an deren Hagener Manifest zum New Learning er mitwirkte. Blume arbeitet als Influencer für verschiedene staatliche Bildungskampagnen. Für seine Tätigkeit auf TikTok erhielt er 2022 die Auszeichnung „Blogger des Jahres“ vom Goldenen Blogger. 2022 hielt Blume einen bildungspolitischen Tedx-Talk.
Im Jahre 2023 wurde Blume im Rahmen des Politikawards als einer von 15 „Young Thinkers“ ausgezeichnet.

## Gesellschaftliches Engagement

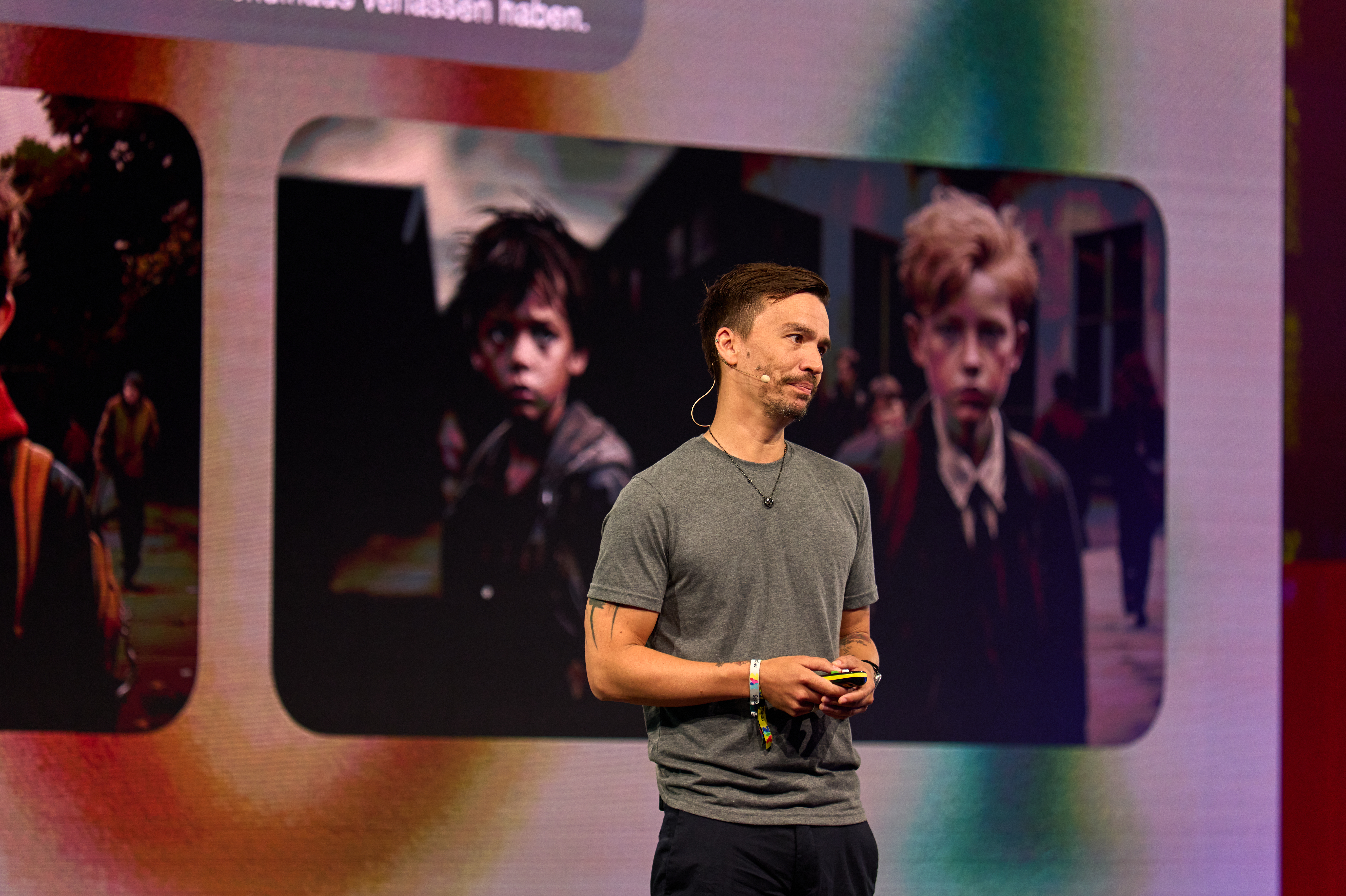
Bob Blume auf der re:publica 2025

Im Jahre 2023 gründete Blume zusammen mit Mark Rackles, Staatssekretär für Bildung a. D., Philippe Dehne und Susanne Posselt den „Bildungsrat von unten“, eine Graswurzelbewegung, die den Vorschlägen der Ständigen Wissenschaftlichen Kommission (SWK) zur Bekämpfung des Lehrkräftemangels Empfehlungen aus der Praxis entgegenhalten sollte. Aus der gemeinsamen Arbeit entstand eine Stellungnahme und ein Manifest, das breit medial rezipiert wurde.
Im März 2024 war er Mitherausgeber eines Papiers, in dem Bildungsforscher und Praktiker dem durch das Karolinska-Institut geforderten Digitalierungsstopp widersprechen.

## Fernsehen und Hörfunk
Seit der Corona-Krise und insbesondere seit Veröffentlichung seines Buches 10 Dinge, die ich an der Schule hasse hat Blume in den Medien die Sicht der Lehrkräfte auf Schule und Bildung thematisiert und die systemischen Bedingungen kritisiert. So sprach er in der Tagesschau und im ZDF-Heute-Journal über Schule und Corona, bei Quarks und der Fernsehsendung Markus Lanz zu ChatGPT.
Blume ist regelmäßig im öffentlich-rechtlichen Hörfunk zu hören. Unter anderem sprach er im NDR, SWR3, SWR2, SWR1, DLF Kultur, DLF und weiteren lokalen Sendern und Podcasts.

## Podcasts

### Podcast „Die Schule brennt“
„Die Schule brennt“ ist ein Bildungspodcast von Blume, der sich mit aktuellen Themen rund um Schule, Bildung und Lernen beschäftigt. Der Podcast richtet sich an Lehrkräfte, Bildungsinteressierte und Eltern und bietet in Interviews und Gesprächen Einblicke in die Herausforderungen und Möglichkeiten des deutschen Bildungssystems. Dabei kommen Experten aus unterschiedlichen Bereichen zu Wort, um Perspektiven zu Themen wie Digitalisierung, Inklusion und Bildungsgerechtigkeit zu beleuchten. Der Podcast hat sich seit seiner Gründung als eine Plattform für bildungspolitische Diskussionen etabliert.

### Podcast „Familienrat mit Katia Saalfrank“
„Familienrat mit Katia Saalfrank“ ist ein Podcast, in dem Katia Saalfrank, bekannt als „Super Nanny“, gemeinsam mit Blume Fragen und Anliegen von Eltern zu Erziehung und Familienleben bespricht. Blume übernahm im Juni die Co-Moderation für den Podcaster Matze Hielscher. In den einzelnen Folgen werden konkrete Themen wie Medienkonsum, Konfliktbewältigung oder schulische Herausforderungen behandelt. Der Podcast kombiniert theoretische Ansätze mit praktischen Tipps und ist auf eine breite Zuhörerschaft ausgerichtet, die nach pädagogischer Unterstützung im Alltag sucht.

## Werk

### 10 Dinge, die ich an der Schule hasse
Blumes Buch 10 Dinge, die ich an der Schule hasse und wie wir sie ändern können prangert unterschiedliche Probleme im Schulsystem an und wurde breit rezipiert. Die Themen des Buches reichen von der verpassten Digitalisierung der deutschen Schulen bis hin zur Forderung, Noten abzuschaffen.

### Warum noch lernen?
„Warum noch lernen?“ wurde 2024 veröffentlicht und hat es auf die SPIEGEL-Bestsellerliste geschafft. In dem Werk setzt sich Blume mit den sozialen Ungerechtigkeiten im deutschen Bildungssystem auseinander und argumentiert, dass das Lernen stärker in den Fokus der schulischen Bildung rücken müsse, um Chancengleichheit zu gewährleisten.

## Auszeichnungen
- 2015: Auszeichnung im Essaywettbewerb des Stifterverbands für die deutsche Wissenschaft[42]
- 2018: Gewinner der Förderung des Deutschen Lehrkräfteforums[43] mit dem Podcast „Tschilp. Mediengezwitscher“.[44]
- 2022: Die Goldenen Blogger als Blogger des Jahres[45]
- 2022: Red Fox Award in der Kategorie „Erfolgsblog“[46]
- 2023: Auszeichnung als Young Thinker[47]
- 2024: Red Fox Award in der Kategorie „Content Champion“[48]

## Bücher

### Als Autor
- 33 Ideen digitale Medien Deutsch: step-by-step erklärt, einfach umgesetzt – das kann jeder (5.–13. Klasse). Auer Verlag in der APP Lehrerwelt GmbH, Augsburg 2018, zuletzt 3. Auflage 2020. ISBN 978-3-403-08306-1.
- Abc der gelassenen Referendare: Ein humorvoller Ratgeber für eine leidende Spezies. AOL-Verlag in der APP Lehrerwelt GmbH, Hamburg 2018, ISBN 978-3-403-10532-9.
- 1984. Teacher's Guide von Bob Blume und Regina Leible. Klett Sprachen, 2018, ISBN 978-3-12-573927-7.
- Abc der wissensdurstigen Mediennutzer: Ein erhellender Ratgeber für die interessierte Lehrkraft (Alle Klassenstufen). AOL-Verlag in der APP Lehrerwelt GmbH, 2019, ISBN 978-3-403-10574-9.
- Abc der unerschrockenen Quereinsteiger: Ein humorvoller Ratgeber für alle, die plötzlich Lehrer sind. AOL-Verlag in der APP Lehrerwelt GmbH, 2020, ISBN 978-3-403-10491-9.
- Abc des gechillten Lehrers. AOL-Verlag in der APP Lehrerwelt GmbH, 2020, ISBN 978-3-403-10635-7.
- Deutschunterricht digital – vom didaktischen Rahmen zur praktischen Umsetzung. Beltz Verlag 2022, ISBN 978-3-407-83201-6.
- Zehn Dinge, die ich an der Schule hasse: Und wie wir sie ändern können. Mosaik-Verlag; Originalausgabe Edition (9. Mai 2022), ISBN 978-3-442-39396-1.
- Warum noch lernen?. Mosaik-Verlag; Originalausgabe Edition (11. September 2024), ISBN 978-3-442-39423-4.

### Als Herausgeber
- 61 Unterrichtsideen Bildung in der digitalen Welt: Leicht umsetzbar. Für alle Fächer (5. bis 13. Klasse). Auer Verlag in der APP Lehrerwelt GmbH, 2021, ISBN 978-3-403-08533-1.